# شباب الحرس الأحمر الإسباني
شباب الحرس الأحمر الإسباني كانت منظمة شبابية في إسبانيا أثناء انتقال إسبانيا نحو الديمقراطية وفترة «الفرانكوانية المتأخرة». تم تأسيسه كجناح الشباب لحزب العمل الإسباني في عام 1973.